# What to Do When You Are Dead
What to Do When You Are Dead (en español "Que hacer cuando estas muerto") es el segundo álbum de estudio de Armor for Sleep, lanzado el 22 de febrero de 2005. Al igual que su placa anterior, este es un álbum conceptual.
En este caso, el disco cuenta la historia del aparente suicidio del protagonista , así como su viaje hacia la otra vida. Las pistas restantes caracterizan momentos de introspección personal en los aspectos positivos y negativos de su vida, mientras que él, callado, recorre lugares importantes de su vida pasada (como la casa de su novia) sin molestar a nadie.
Analizando la letra de cada tema, inicialmente el sujeto niega su situación, teniendo deseosde volver a vivir y, por último, acepta su destino. 

## Lista de canciones
- Todas las canciones fueron compuestas por Ben Jorgensen

| What To Do When You Are Dead |                                         |          |  |
| N.º                          | Título                                  | Duración |  |
| 1.                           | «One Last Regret» (Pregap hidden track) | 1:17     |  |
| 2.                           | «Car Underwater»                        | 3:48     |  |
| 3.                           | «The Truth About Heaven»                | 3:30     |  |
| 4.                           | «Remember to Feel Real»                 | 3:21     |  |
| 5.                           | «Awkward Last Words»                    | 3:46     |  |
| 6.                           | «Stay on the Ground»                    | 4:30     |  |
| 7.                           | «A Quick Little Flight»                 | 2:12     |  |
| 8.                           | «The More You Talk the Less I Hear»     | 4:04     |  |
| 9.                           | «Basement Ghost Singing»                | 4:36     |  |
| 10.                          | «Walking at Night, Alone»               | 4:14     |  |
| 11.                          | «I Have Been Right All Along»           | 3:46     |  |
| 12.                          | «The End of a Fraud»                    | 5:11     |  |
| 44:15                        |                                         |          |  |

| iTunes Bonus Track |                  |          |  |
| N.º                | Título           | Duración |  |
| 13.                | «Very Invisible» | 4:22     |  |